# Обитель зла: Вырождение
«Обитель зла: Вырождение» ( (яп. バイオハザード：ディジェネレーション Биохадза:до Дидзэнэрэ:сён)) — первый полнометражный анимационный CG-фильм в жанре хоррора. Фильм был сделан компанией Capcom в сотрудничестве с Sony Pictures Entertainment Japan. Премьерный показ фильма состоялся 11 октября 2008 года в Японии, на Tokyo Game Show.
В отличие от трёх предыдущих фильмов по Resident Evil, где показывается альтернативная версия событий, «Вырождение» продолжает сюжет игры, фокусируясь на главных героях Resident Evil 2, Леоне Кеннеди и Клэр Рэдфилд и нескольких новых персонажах.
Ввиду ограниченного проката, картина не имела широкой огласки и изначально рассчитывалась на поклонников серии.

## Сюжет
Действие фильма разворачивается в 2005 году, спустя 7 лет после событий, описанных в Resident Evil. Корпорация Umbrella понесла серьёзные потери и находится на грани распада. Клэр Редфилд, член TerraSave, организации, нейтрализующей биологические и химические катастрофы, прибывает в аэропорт Харвардвиля, чтобы встретиться с опекаемой индийской семьёй. В здание аэропорта врезается самолёт, экипаж и пассажиры которого заражены Т-вирусом и аэропорт наполняется толпами зомби. Клэр и несколько уцелевших запираются в комнате ожидания и ждут помощи.
Тем временем аэропорт окружают военные, к которым подключается Леон Кеннеди. Он с двумя военными проникает в здание и выводит оттуда Клэр Рэдфилд и выживших гражданских.

## Роли озвучивали
- Дзин Яманои — Леон Кеннеди
- Юко Каида — Клэр Редфилд
- Мабуки Андо — Анжела Миллер
- Рикия Кояма — Кёртис Миллер
- Масаси Эбара — Фредерик Даунинг
- — тётя Рани
- Акико Ядзима — Рани Чавла
- Масаси Хиросэ — сенатор Рон Дэвис
- Масанори Такэда — Грэг Гленн
- Ю Сугимото — Ингрид Хунниган

## Издания
Релиз на UMD,DVD и Blu-ray состоялся в Японии 26 декабря 2008, 27 декабря в Северной Америке, 12 января 2009 в Великобритании и 17 ноября в Париже. В России выпущен дистрибьютором ВидеоСервис.

В сети магазинов Walmart можно было приобрести комплект: DVD + футболка.

Дополнительные материалы:
- Английские, французские, испанские, португальские, китайские, корейские и тайские субтитры.
- «Generation of DEGENERATION» — ролик послесловие.
- Информация о персонажах.
- Шуточное переозвучивание некоторых эпизодов.
- Интервью с актёром, анимировавшим Леона.
- Трейлер Resident Evil: Degeneration.
- Трейлер Resident Evil: Degeneration с Tokyo Game Show.
- Футаж Resident Evil 5.
- Три варианта просмотра фильма: обычный, захват движения и раскадровка.[Только в Blu-ray версии]
- Вступительный ролик. [Только в Blu-ray версии]
- Функция BD-Live. [Только в Blu-ray версии]

Содержание DVD, прилагающегося к саундтреку:
- Оригинальный клип на песню «GUILTY».
- Трейлер Resident Evil: Degeneration с комикета.
- Трейлер Resident Evil 5, PS3 и XBOX 360 версий.
- Трейлер Resident Evil, Wii версии.
- Трейлер Resident Evil Zero, Wii версии.
- Трейлер Resident Evil: Umbrella Chronicles, Wii версии.
- Трейлер Resident Evil 4, Wii версии.
- Трейлер Resident Evil 4, PS2 версии.
- Трейлер Resident Evil Code: Veronica, PS2 версии.

## Саундтрек
biohazard: Degeneration Original Soundtrack
17 декабря 2008 года к фильму был выпущен официальный саундтрек. Основные 22 трека написал Тэцуя Такахаси, а заключительную песню «Guilty» исполнила японская певица Анна Цутия.
| №                   | Название                                                                             | Длительность |
| ------------------- | ------------------------------------------------------------------------------------ | ------------ |
| 1.                  | «Virus» (ウイルス)                                                                   | 0:26         |
| 2.                  | «Blockade» (封鎖)                                                                    | 1:29         |
| 3.                  | «Infiltration» (潜入)                                                                | 1:40         |
| 4.                  | «The Living Dead» (生ける屍たち)                                                     | 2:23         |
| 5.                  | «Breakthrough» (突破)                                                                | 1:46         |
| 6.                  | «Battle to Death» (死闘)                                                             | 2:43         |
| 7.                  | «Curtis ~Status Report~» (カーティス～現状報告～)                                    | 2:12         |
| 8.                  | «Leon and Claire» (レオンとクレア)                                                   | 1:22         |
| 9.                  | «Time Limit» (タイムリミット)                                                        | 1:10         |
| 10.                 | «The Fire» (火事)                                                                    | 1:29         |
| 11.                 | «Paradise» (楽園)                                                                    | 3:00         |
| 12.                 | «Past» (過去)                                                                        | 1:46         |
| 13.                 | «Curtis and Angela» (カーティスとアンジェラ)                                         | 1:48         |
| 14.                 | «Transformation» (変貌)                                                              | 0:39         |
| 15.                 | «Battle Against Each Other» (交戦)                                                   | 3:16         |
| 16.                 | «Degeneration» (ディジェネレーション)                                                | 2:12         |
| 17.                 | «Countdown» (カウントダウン)                                                         | 3:11         |
| 18.                 | «Someone to Protect» (守るべきもの)                                                  | 2:23         |
| 19.                 | «Relief» (安堵)                                                                      | 1:19         |
| 20.                 | «The Real Culprit» (真犯人)                                                          | 1:51         |
| 21.                 | «Respective Ways» (それぞれの道)                                                     | 2:37         |
| 22.                 | «End of the Road» (末路)                                                             | 1:10         |
| 23.                 | «Guilty / Anna Tsuchiya (Film Edit Version)» (GUILTY/土屋アンナ (FILM EDIT VERSION)) | 2:51         |
| Общая длительность: | Общая длительность:                                                                  | 44:43        |

## Критика
| Зрительский рейтинг      | Зрительский рейтинг      | Зрительский рейтинг      |
| (на 21 сентября 2009 г.) | (на 21 сентября 2009 г.) | (на 21 сентября 2009 г.) |
| ------------------------ | ------------------------ | ------------------------ |
| Сайт                     | Оценка                   | Голосов                  |
| Anime News Network       | ссылка                   | 257                      |
| AniDB                    | ссылка                   | 537                      |
| Internet Movie Database  | ссылка                   | 8424                     |

Фильм получил противоречивые оценки у критики и поклонников серии. Блог Wired, GameLife и gave the film дали фильму 3/10. Сайт UGO gave наградил его оценкой B. Infendo.com дал фильму 3 из 4 звёзд. По статистике сайта The Numbers было продано 438,375 DVD на сумму 8,606,113$.

## ИграResident Evil: Degeneration
18 декабря 2008 года Capcom выпустила игру по фильму для мобильной платформы Nokia N-Gage второго поколения, а 10 мая 2009 вышла версия для iPhone. Сюжетно игра следует фильму, а геймплейно представляет собой копию Resident Evil 4. Играем за Леона, бегаем по аэропорту, убиваем зомби, спасаем выживших. По меркам европейских мобильных телефонов 2008 года, игра обладает хорошей графикой.